# 1974 en Lorraine
Chronologie de la Lorraine
- 1970
- 1971
- 1972
- 1973
- 1974
- 1975
- 1976
- 1977
- 1978

Cette page est une liste d'événements qui se sont produits durant l'année 1974 en Lorraine.

## Éléments de contexte
- En 1974 la production d'acier en Lorraine atteint le record de 27 millions de tonnes (57% de la production nationale)[1]
- Le gouvernement révise à la hausse la production charbonnière. Dans le même temps, les Houillères du bassin de Lorraine ferment leur siège de Faulquemont[2].
- Développement du thermalisme à Amnéville, ouverture d'une piscine et d'une patinoire, le site ne cessera de se développer ensuite[2].

## Événements

Logotype du parc naturel régional de Lorraine.

- En visite en Lorraine, François Mitterrand déclare aux ouvriers de Jœuf : « Vous avez été attaqués dans le dos par surprise, traîtreusement, après avoir été bercés de belles paroles. Il y a tromperie. »
- Jacques Henry et Maurice Gelin remportent le Rallye de Lorraine sur une Alpine A110[3].
- Création de l' Association de recherche archéologique et d'histoire d'Éloyes et ses environs[4].
- Création de l'association Atelier arts et histoire à Rambervillers[5].
- Création de la Revue Lorraine Populaire, bimestriel édité par Jean-Marie Cuny[6].
- Création de l'AGURAM (Agence d'urbanisme d'agglomérations de Moselle)[7].
- Fondation de la Société d'archéologie de Deneuvre[8].
- Sophie Perin est élue Miss Lorraine. Elle sera élue Miss France en 1975[9].
- Tournage au Thillot de Les Étoiles ensevelies, téléfilm de Michèle Tournier[10].
- L'ouverture de la piscine et de la patinoire marquent le démarrage du site touristique et de loisirs d'Amnéville[11].

- Janvier  : le District urbain de l'agglomération nancéienne valide un projet de métro aérien[12]. Le projet ne verra jamais le jour.
- 17 mai : création du parc naturel régional de Lorraine, parc naturel régional qui couvre une superficie de 219 400 hectares, soit près de 11 % de l'ancienne région Lorraine[13],[2].
- Août 1974 : Annie Raison est élue reine de la mirabelle[14].
- 22 septembre, sont élus sénateurs de Meurthe-et-Moselle : Hubert Martin; Roger Boileau et Richard Pouille.
- 22 septembre, est élu sénateur de la Meuse : Rémi Herment.
- Décembre : plus doux mois de décembre à Metz avec une moyenne minimale de 4,1 °C et une moyenne maximale de 8,8 °C[15].

## Inscriptions ou classement aux titre des monuments historiques

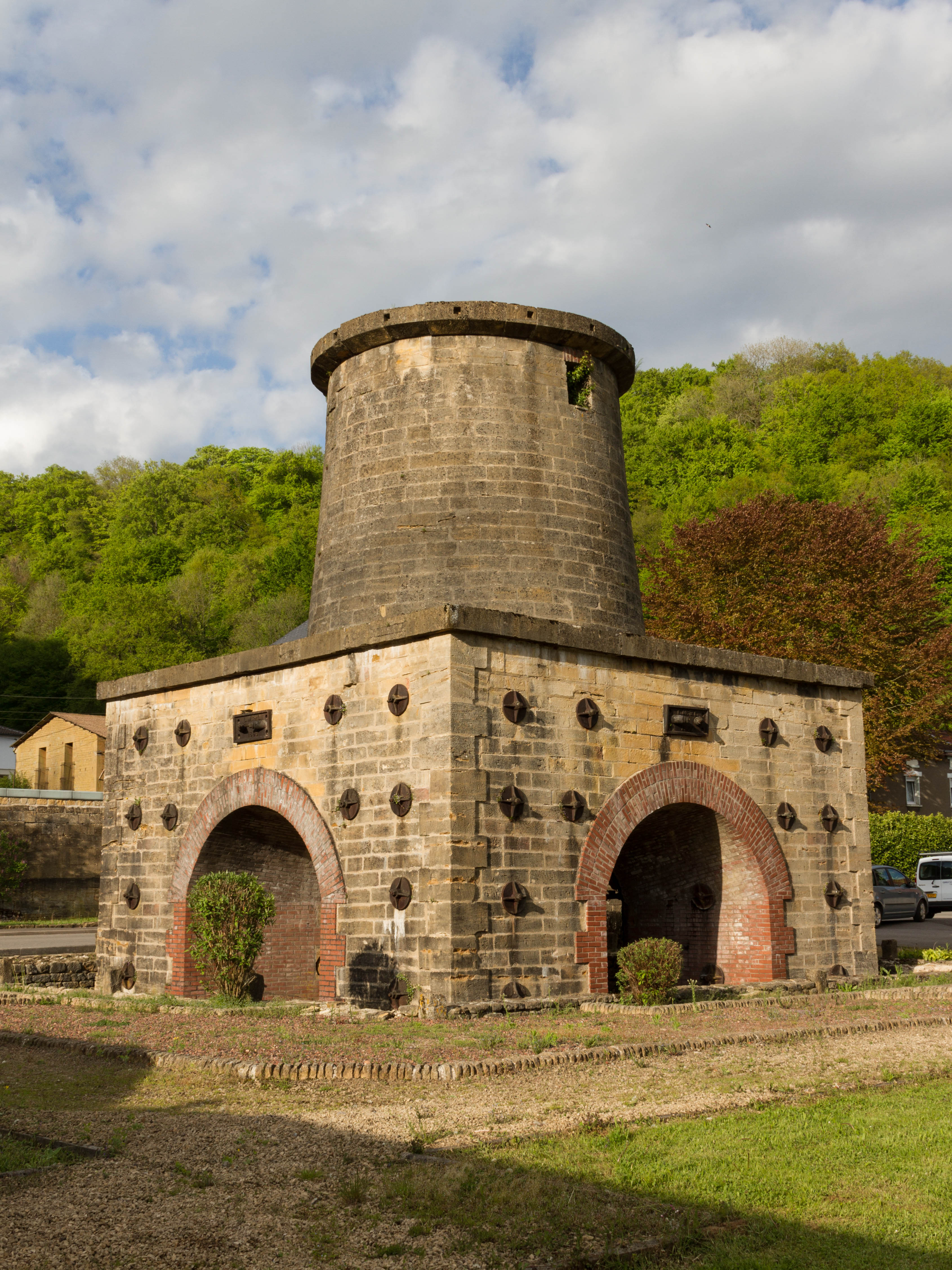
Haut-fourneau de Cons-la-Grandville

- En Meurthe-et-Moselle : le Haut fourneau de Cons-la-Grandville, construit en 1865.
- En Meuse :  Crypte Saint-Maur à Verdun[16]; Château de Montbras[17]
- Dans les Vosges :  Château de Crèvecœur

## Naissances

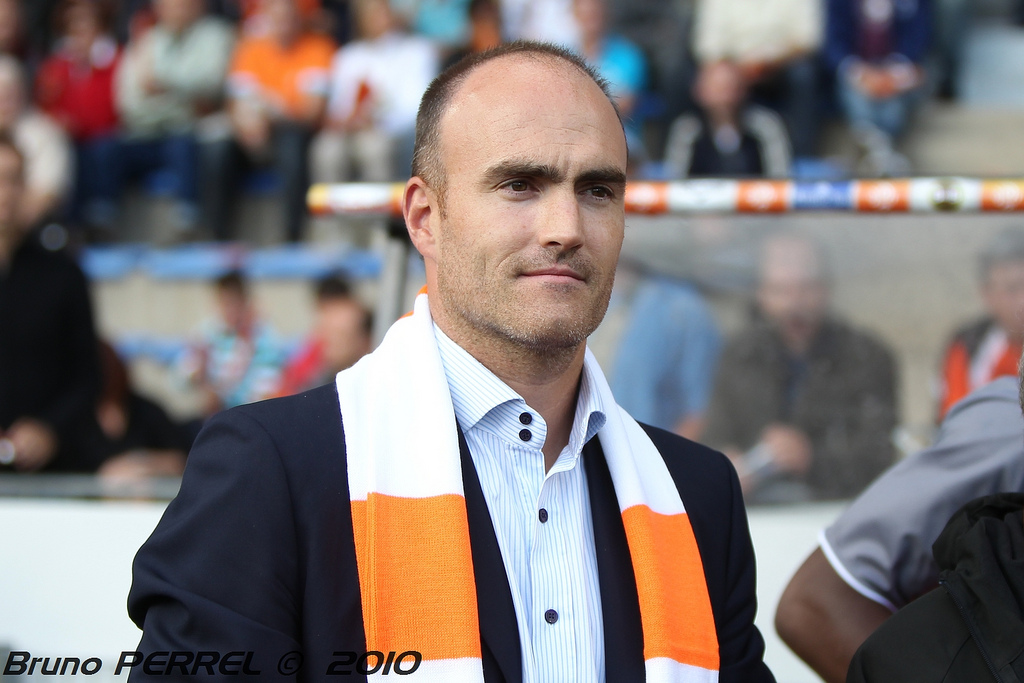
Loic Féry au stade du Mousoir.

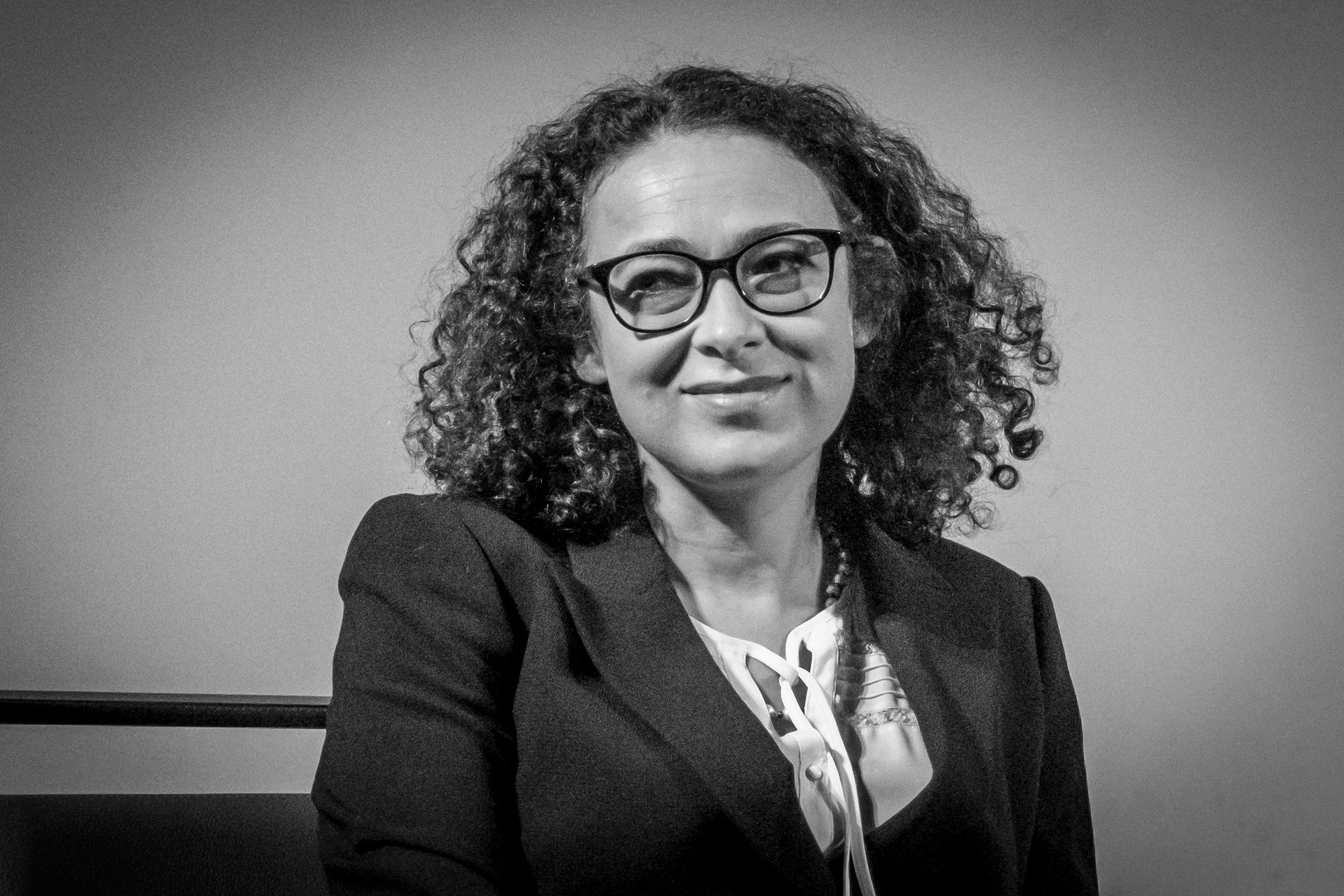
Delphine Horvilleur.jpg

- Marie Dosé, née en 1974 à Essey-lès-Nancy (Meurthe-et-Moselle), avocate française spécialisée dans les affaires pénales. Elle est inscrite au barreau de Paris.
- Frédérique Loutz, née en 1974 à Sarreguemines en Moselle, est une plasticienne contemporaine française.
- à Nancy : Antonin Potoski, écrivain voyageur français.
- Bérangère Vantusso, née en 1974 à Longwy, marionnettiste et metteuse en scène française.
- 15 mars à Nancy : Loïc Féry. Il vit à Londres avec son épouse, l'ex-joueuse de tennis Olivia Gravereaux, et ses trois enfants (2 garçons et une fille). Il est le président-directeur général de Chenavari. C'est aussi un sportif qui joue au football et au tennis. Il est président du club français du FC Lorient.
- 1er avril à Pont-à-Mousson : Anne-Claire Goulon, dirigeante d'un groupe spécialisé dans le BTP, femme engagée dans l'insertion professionnelle[18].
- 5 avril à Boulay-Moselle : Julien Boutter, joueur de tennis français, professionnel de 1996 à 2004. Après sa carrière sportive, il s'est reconverti en consultant et en dirigeant de tournoi.
- 16 avril à Audun-le-Tiche : Sébastien Rémy, footballeur franco-luxembourgeois. En 2001, il obtient la nationalité luxembourgeoise. Il évoluait au poste de milieu de terrain au F91 Dudelange et jouait avant en équipe nationale du Luxembourg.
- 26 juin à Épinal : Damien Nazon, coureur cycliste français professionnel de 1996 à 2005. Son frère Jean-Patrick est également coureur cycliste.
- 18 juillet à Metz : Brice Bouniot coureur cycliste français.
- 19 juillet à Nancy : Stéphane Vojetta, homme politique, banquier d'affaires et chef d'entreprise français. Membre de La République en marche (LREM), il devient député représentant les Français établis hors de France en 2021 (étant le suppléant de Samantha Cazebonne, devenue sénatrice) et est réélu en 2022.
- 21 juillet à Villerupt : Frédéric Biancalani, footballeur français, évoluant au poste d'arrière gauche, devenu entraîneur. Durant sa carrière de joueur professionnel il a évolué à l'AS Nancy-Lorraine, Walsall, au FC Metz et enfin au Stade de Reims. Il est à compter de juin 2018 à la tête de l'équipe féminine de l'En avant Guingamp.
- 16 août à Nancy : Vincent Hognon, footballeur et entraîneur français qui évoluait au poste de défenseur central. En 2018-2019 il est l'entraîneur de l'AS Nancy-Lorraine.
- 17 août à Charmes (Vosges) : Xavier Collin, footballeur puis entraîneur français.
- 24 septembre à Metz : Jacques Honvault, ingénieur-artiste français, recourant à la photographie haute vitesse, et se plaçant dans le mouvement de l’engineering art. Jacques Honvault utilise son expérience d’ingénieur pour révéler de manière artistique ce qui n'est pas perceptible, associant à ses réalisations des réflexions philosophiques critiquant le scientisme.
- 20 octobre à Épinal : Laurent Bigorgne, essayiste français. Il a été le directeur de l'Institut Montaigne entre 2010 et 2022.
- 24 octobre à Thionville : Michaël Fœssel, philosophe français .
- 8 novembre à Nancy : Delphine Horvilleur, femme rabbin française du Mouvement juif libéral de France (MJLF). Elle dirige la rédaction de la Revue de pensée(s) juive(s) Tenou'a.
- 30 novembre à Laxou : Arnaud Vincent, pilote de vitesse moto français.

## Décès
- 1 février à Sarrebourg : Émile Peter, homme politique français, né le 21 septembre 1887 à Sarrebourg, en Moselle.
- 23 juin à Clémery : Michel Collin, né le 13 septembre 1905[19] à Béchy, prêtre français réduit à l'état laïc par l'Église catholique qui s'est autoproclamé pape sous le nom de Clément XV[20].